# جوهانس هوكور جوهانسون
جوهانس هوكور جوهانسون هو ممثل أيسلندي، ولد في 1980 في آيسلندا.

## أعمال

### أفلام
- (2014) نوح
- (2017) شقراء ذرية[2]
- (2018) ألفا[3]

## وصلات خارجية
- جوهانس هوكور جوهانسون على موقع IMDb (الإنجليزية)
- جوهانس هوكور جوهانسون على موقع ألو سيني (الفرنسية)
- جوهانس هوكور جوهانسون على موقع أول موفي (الإنجليزية)
- جوهانس هوكور جوهانسون على موقع قاعدة بيانات الفيلم (الإنجليزية)